# Wesley (Maine)
Wesley – miasto w Stanach Zjednoczonych, w stanie Maine, w hrabstwie Washington.